# Gerhard Polz
Gerhard Polz (* 29. Oktober 1943; † 12. Juni 2011) war ein deutscher Fußballspieler. Zwischen 1963 und 1965 spielte er für Dynamo Dresden in der DDR-Oberliga, der höchsten Spielklasse im DDR-Fußball. Polz war zweifacher Junioren-Nationalspieler.

## Sportliche Laufbahn
Als Spieler der Juniorenmannschaft von Dynamo Dresden wurde Gerhard Polz Anfang 1962 in den Kader der DDR-Juniorennationalmannschaft berufen. Mit ihr bestritt er im Februar und April 1962 zwei Länderspiele, in denen er als Stürmer aufgeboten wurde. In der Saison 1962/63 kam Polz im Alter von 19 Jahren zu einem Einsatz in der Oberligamannschaft von Dynamo Dresden. In der Begegnung des 22. Spieltages Motor Zwickau – Dynamo Dresden (2:1) wurde er als halbrechter Stürmer eingesetzt. Dynamo beendete die Saison als Absteiger und trat 1963/64 in der zweitklassigen DDR-Liga an. Von den 30 ausgetragenen Punktspielen bestritt Polz 14 Partien und kam einmal zum Torerfolg. Die Dresdner schafften die sofortige Rückkehr in die Oberliga, Polz wurde jedoch für die 2. Mannschaft nominiert, die in der viertklassigen Bezirksklasse vertreten war. Erst zur Spielzeit 1965/66 kam er zu zwei weiteren Einsätzen in der Oberliga. Durch den Ausfall des Stammstürmers Erich Siede übernahm er dessen Position am 10. und 13. Spieltag. 1966 stieg Polz mit Dynamo II in die drittklassige Bezirksliga Dresden auf. Nach zwei Bezirks-Vizemeisterschaften wurde die 2. Mannschaft 1970 mit Gerhard Polz Bezirksmeister und stieg in die DDR-Liga auf. Polz verließ jedoch im Sommer 1970 Dynamo Dresden und wechselte zum Bezirksligisten Wismut Pirna-Copitz. Mit ihm wurde er erneut Vizemeister, und der zweite Platz reichte Wismut zum Aufstieg in die DDR-Liga, die ab 1971/72 auf fünf Staffeln erweitert worden war. In den folgenden zwei DDR-Liga-Spielzeiten kam Polz auf jeweils 18 Einsätze bei 22 Punktspielen und erzielte fünf bzw. zwei Tore. 1973 musste die Wismutmannschaft wieder aus der DDR-Liga absteigen, was für den 29-Jährigen den endgültigen Abschied aus dem höherklassigen Fußball bedeutete.